# Kollektivismus
Unter Kollektivismus wird ein System von Werten und Normen verstanden, in dem das Wohlergehen des Kollektivs die höchste Priorität einnimmt. Die Interessen des Individuums werden denen der im Kollektiv organisierten sozialen Gruppe untergeordnet. Der Gegensatz dazu ist der Individualismus.
Das Kollektiv kann eine Klasse, ein Volk, ein Betrieb oder jede andere Art von Gemeinschaft sein. Kollektivistische Normensysteme verlangen Solidarität, „Kameradschaft“, „Volksgemeinschaft“, Gemeinschaftsgefühl oder auch Freundschaft und Liebe; letzteres insbesondere in religiösen und familiären Kollektiven.
Die meisten politischen Systeme und Ideologien stellen sich nicht einseitig auf die Seite von Kollektivismus oder Individualismus, sondern vertreten unterschiedliche gemäßigte Positionen. Als politische Ideologien des Kollektivismus gelten insbesondere Kommunismus, Sozialismus, Nationalismus und der Nationalsozialismus, deren Verständnis von Kollektivität sich jedoch wesentlich voneinander unterscheidet. Religiös sind es vor allem Klostergemeinschaften. Wenn der Einsatz des Einzelnen für das Kollektiv auf Willensentscheidung gründet, spricht man von Altruismus. Diesen beansprucht auch der Kollektivismus für sich.
In der Analyse kultureller Merkmale ist der Vergleich von Individualismus und Kollektivismus in deren Ausprägung bei Ländern, Unternehmen, sozialen Gruppen, aber auch Einzelpersonen eine von mehreren beurteilbaren, bewussten und teilweise auch sichtbaren Dimensionen. Beispiele für vergleichsweise kollektivistische Kulturen sind die chinesische und die koreanische Kultur. Beispiele für besonders individualistische Kulturen sind die US-amerikanische und die britische Kultur. Etwa in der Mitte auf dieser Skala liegen die deutsche und die japanische Kultur.

## Wissenschaftstheorie
Als „methodologischer Kollektivismus“ wird ein soziologischer Untersuchungsansatz bezeichnet, der von der Annahme ausgeht, dass das individuelle Verhalten auf Einflüsse der Gesellschaft zurückgeführt werden kann. Danach ist auch das Verhalten von gesellschaftlichen Gruppen nicht (restlos) durch das Verhalten von Individuen erklärbar. Dem „methodologischen Kollektivismus“ steht als Untersuchungsansatz der „methodologische Individualismus“ gegenüber.

## Kulturvergleich in der psychologischen Forschung
Es gibt Untersuchungen im Bereich der kulturvergleichenden Psychologie, welche sich auf individualistische bzw. kollektivistische Kulturen beziehen. In der Regel wird das Verhalten von Versuchspersonen aus eher individualistischen und eher kollektivistischen Kulturen verglichen.
Wichtige Forschungsbeiträge stammen u. a. von Nisbett, Kitayama und Markus. Einige ihrer Untersuchungen als Beispiel:
- Man zeigt Probanden ein Bild, auf dem eine Unterwasserszene dargestellt ist. Man sieht zwei größere und mehrere kleine Fische, außerdem Seegras etc. Die Versuchspersonen werden gebeten, die Darstellung zu beschreiben. Personen aus eher kollektivistischen Kulturen beschreiben v. a. den Hintergrund, die generelle Szene mit allen Fischen – gehen also eher holistisch vor. Personen aus westlichen Kulturen beschreiben hingegen in vielen Fällen eher einen der sehr großen, das Bild dominierenden Fische[2].
- Versuchspersonen werden mehrere Stifte vorgelegt. Alle Stifte bis auf einen gleichen sich exakt in ihrem Aussehen, ein Stift hat jedoch eine auffällig andere Farbe. Asiaten wählen zu ca. 65 % einen der gleichfarbigen Stifte. US-Amerikaner wählen zu einem deutlich höheren Anteil den einzelnen andersfarbigen Stift.
- Den Versuchspersonen wird ein kleines aufgezeichnetes Quadrat vorgelegt. In diesem Quadrat befindet sich eine eingezeichnete Linie, die genau ein Drittel der Seitenlänge des Quadrates lang ist. Den Personen wird nun ein zweites, kleineres Quadrat ohne Inhalt vorgelegt und sie werden gebeten, in dieses ebenfalls eine Linie zu zeichnen. Dabei werden sie entweder angewiesen, eine Linie einzuzeichnen, die die gleiche Länge wie die andere hat, oder sie sollen eine Linie mit den gleichen Proportionen wie die andere Linie zu dem umgebenden Quadrat zeichnen. Asiaten zeichnen die Linie akkurater, wenn sie sich an den Proportionen orientieren sollen. Amerikaner zeichnen die Linie akkurater, wenn sie sich an der Länge der Linie selbst orientieren sollen.

Dabei ist jedoch zu beachten, dass Individualismus und Kollektivismus im Kulturvergleich keine Gegenpole einer einheitlichen Dimension sind, sondern zwei vollkommen unabhängige Dimensionen; tatsächlich korrelieren Individualismus und Kollektivismus im Kulturvergleich exakt Null.

## Kollektivismus als Ideologie

### Ayn Rand
Die Schriftstellerin und Philosophin Ayn Rand betrachtet den Kollektivismus als Ideologie und sieht damit verbundene moralische und intellektuelle Defizite. Als Ideologie negiere der Kollektivismus die Rechte und Autonomie des Einzelnen zugunsten des Kollektivs. In Rands Objektivismus wird der Kollektivismus als eine Verletzung der individuellen Freiheit und Eigenverantwortung angesehen. Sie argumentiert, dass kollektivistische Ideologien wie Sozialismus und Kommunismus, sowie der Nationalismus und Faschismus dem Individuum seine Rechte und seine Fähigkeit zur persönlichen Entwicklung nehmen und stattdessen eine Unterdrückung durch die staatliche Kontrolle und Zwangsmittel fördern. Rand lehnt den Kollektivismus somit wie folgt ab:
Der Kollektivismus geht davon aus, dass der Einzelne keine Rechte hat und dass sein Leben und Werk der Gruppe gehören. . . und dass die Gruppe ihn nach eigenem Gutdünken ihren eigenen Interessen opfern kann. Die einzige Möglichkeit, eine solche Doktrin umzusetzen, ist der Einsatz roher Gewalt – und der Etatismus war schon immer die politische Folge des Kollektivismus.